# Jefe de Gobierno de Túnez
El Jefe de Gobierno de Túnez es la segunda cabeza del poder ejecutivo de la República Tunecina, siendo designado por el presidente de Túnez del partido más votado del parlamento. La actual jefa de Gobierno es Sara Zaafarani desde el 21 de marzo de 2025. Antes de la Revolución tunecina, el cargo del jefe de Gobierno era el del primer ministro. Desde la independencia, el primer ministro, como los presidentes Habib Burguiba y Zine El Abidine Ben Ali, han sido miembros del Partido Socialista Desturiano (desde 1988, Agrupación Constitucional Democrática), hasta el 2011.

## Función

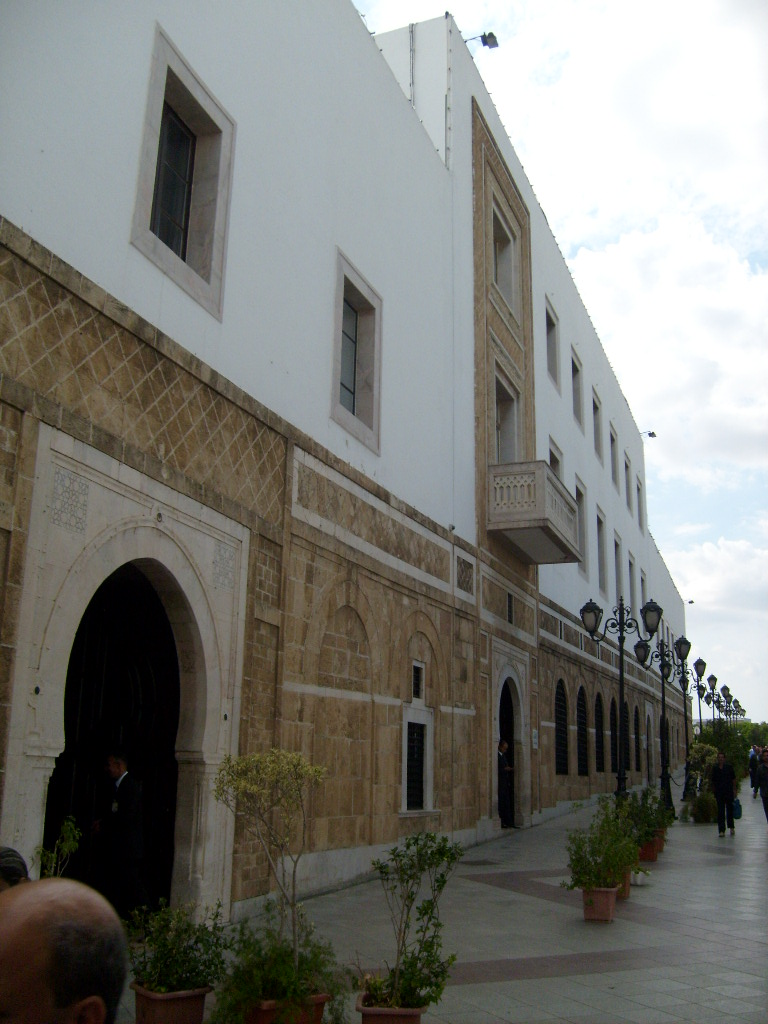
Dar El Bey, sede del primer ministro en la medina de Túnez.

Habiendo existido bajo la monarquía que fue abolida en 1957, el cargo fue creado nuevamente bajo la república, en virtud del decreto n°69-400 del 7 de noviembre de 1969 y, luego, fue inscrito en la Constitución después de las enmiendas del 31 de diciembre de 1969. El primer ministro es nombrado por el presidente de la República quien también tiene la posibilidad de dimitirlo. 
Las prerrogativas del Primer ministro han sido considerablemente disminuidas después de la modificación de la Constitución de 1988. En virtud del artículo 60 de esta Constitución, el primer ministro dirige y coordina la acción del Gobierno. En este sentido, está investido de una doble misión:
- programación y coordinación de la acción gubernamental;
- seguimiento y control general en materia de gastos públicos en conformidad con el dispositivo jurídico y reglamentario en vigor.

Es sobre la base de la propuesta del primer ministro que son nombrados los otros miembros del Gobierno por el presidente de la república. Además, debe presentar la dimisión del Gobierno en caso de que la Cámara de diputados apruebe una moción de censura.

## Grandes visiresdel Beylicato de Túnez (1800-1922)
| Nombre                             | Nombre                           | Inicio de mandato        | Término de mandato       |
| ---------------------------------- | -------------------------------- | ------------------------ | ------------------------ |
|                                    | Yusuf Sahib al-Tabi              | 1800                     | 23 de enero de 1815      |
| Vacante (23 de enero de 1815-1822) |                                  |                          |                          |
|                                    | Husain Khoja                     | 1822                     | 1829                     |
|                                    | Rashid al-Shakir Sahib al-Taba'a | 1829                     | 1837                     |
|                                    | Mustafá Khaznadar                | 1837                     | 22 de octubre de 1873    |
|                                    | Kheireddine Pacha                | 22 de octubre de 1873    | 21 de julio de 1877      |
|                                    | Mohamed Khaznadar                | 21 de julio de 1877      | 24 de agosto de 1878     |
|                                    | Mustapha Ben Ismail              | 24 de agosto de 1878     | 12 de septiembre de 1881 |
|                                    | Mohamed Khaznadar                | 12 de septiembre de 1881 | Octubre de 1882          |
|                                    | Aziz Bouattour                   | octubre de 1882          | 4 de febrero de 1907     |
|                                    | Mohamed Djellouli                | 18 de febrero de 1907    | Junio de 1908            |
|                                    | Youssef Djait                    | junio de 1908            | Junio de 1915            |
|                                    | Taieb Djellouli                  | octubre de 1915          | Mayo de 1922             |

## Primeros ministros del Beylicato de Túnez (1922-1956)
| Nombre | Nombre                      | Inicio de mandato      | Término de mandato      | Período                                         |
| ------ | --------------------------- | ---------------------- | ----------------------- | ----------------------------------------------- |
|        | Mustapha Dinguizli          | Mayo de 1922           | 20 de octubre de 1926   |                                                 |
|        | Khelil Bouhageb             | 3 de noviembre de 1926 | 2 de marzo de 1932      |                                                 |
|        | Hedi Lakhoua                | 2 de marzo de 1932     | 31 de diciembre de 1942 |                                                 |
|        | Mohamed Chenik              | 1 de enero de 1943     | 15 de mayo de 1943      | Beylicato de Muhammad VII al-Munsif (1942-1943) |
|        | Slaheddine Baccouche        | 15 de mayo de 1943     | 21 de julio de 1947     | Beylicato de Muhammad VIII al-Amin (1943-1957)  |
|        | Mustapha Kaak               | 21 de julio de 1947    | 17 de agosto de 1950    | Beylicato de Muhammad VIII al-Amin (1943-1957)  |
|        | Mohamed Chenik              | 17 de agosto de 1950   | 26 de marzo de 1952     | Beylicato de Muhammad VIII al-Amin (1943-1957)  |
|        | Slaheddine Baccouche        | 12 de abril de 1952    | 2 de marzo de 1954      | Beylicato de Muhammad VIII al-Amin (1943-1957)  |
|        | Mohamed Salah Mzali         | 2 de marzo de 1954     | 6 de julio de 1954      | Beylicato de Muhammad VIII al-Amin (1943-1957)  |
|        | Georges Dupoizat (interino) | 6 de julio de 1954     | 7 de agosto de 1954     | Beylicato de Muhammad VIII al-Amin (1943-1957)  |
|        | Tahar Ben Ammar             | 7 de agosto de 1954    | 20 de marzo de 1956     | Beylicato de Muhammad VIII al-Amin (1943-1957)  |

## Primeros ministros del Reino de Túnez (1956-1957)
| Nombre | Nombre | Nombre          | Inicio de mandato   | Término de mandato  | Partido político    | Período                                      |
| ------ | ------ | --------------- | ------------------- | ------------------- | ------------------- | -------------------------------------------- |
|        |        | Tahar Ben Ammar | 20 de marzo de 1956 | 11 de abril de 1956 |                     | Reinado de Muhammad VIII al-Amin (1943-1957) |
|        |        | Habib Bourguiba | 11 de abril de 1956 | 25 de julio de 1957 | Partido Neo-Destour | Reinado de Muhammad VIII al-Amin (1943-1957) |

## Primeros ministros de la República Tunecina (1957-2011)
| #                                                   | Nombre       | Nombre       | Nombre                  | Inicio de mandato        | Término de mandato       | Partido político                                                                          | Período | Período                                          |
| --------------------------------------------------- | ------------ | ------------ | ----------------------- | ------------------------ | ------------------------ | ----------------------------------------------------------------------------------------- | ------- | ------------------------------------------------ |
| Vacante (25 de julio de 1957-19 de octubre de 1969) |              |              |                         |                          |                          |                                                                                           |         |                                                  |
| 1                                                   |              |              | Bahi Ladgham            | 19 de octubre de 1969    | 2 de noviembre de 1970   | Partido Socialista Desturiano                                                             |         | Presidencia de Burguiba (1957-1987)              |
| 2                                                   |              |              | Hedi Nouira             | 2 de noviembre de 1970   | 23 de abril de 1980      | Partido Socialista Desturiano                                                             |         | Presidencia de Burguiba (1957-1987)              |
| 3                                                   |              |              | Mohamed Mzali           | 23 de abril de 1980      | 8 de julio de 1986       | Partido Socialista Desturiano                                                             |         | Presidencia de Burguiba (1957-1987)              |
| 4                                                   |              |              | Rachid Sfar             | 8 de julio de 1986       | 2 de octubre de 1987     | Partido Socialista Desturiano                                                             |         | Presidencia de Burguiba (1957-1987)              |
| 5                                                   |              |              | Zine El Abidine Ben Ali | 2 de octubre de 1987     | 7 de noviembre de 1987   | Partido Socialista Desturiano                                                             |         | Presidencia de Burguiba (1957-1987)              |
| 6                                                   |              |              | Hédi Baccouche          | 7 de noviembre de 1987   | 27 de septiembre de 1989 | Partido Socialista Desturiano (1987-1988) Asamblea Constitucional Democrática (1988-1989) |         | Presidencia de Ben Ali (1987- 2011)              |
| 7                                                   |              |              | Hamed Karoui            | 27 de septiembre de 1989 | 17 de noviembre de 1999  | Asamblea Constitucional Democrática                                                       |         | Presidencia de Ben Ali (1987- 2011)              |
| 8                                                   |              |              | Mohamed Ghannouchi      | 17 de noviembre de 1999  | 14 de enero de 2011      | Asamblea Constitucional Democrática                                                       |         | Presidencia de Ben Ali (1987- 2011)              |
| —                                                   | No designado | No designado | No designado            | —                        | —                        | —                                                                                         |         | Presidencia de Ghannouchi (enero de 2011)        |
| 9                                                   |              |              | Mohamed Ghannouchi      | 15 de enero de 2011      | 27 de febrero de 2011    | Asamblea Constitucional Democrática                                                       |         | Presidencia de Mebazaa (enero-diciembre de 2011) |
| 10                                                  |              |              | Béji Caïd Essebsi       | 27 de febrero de 2011    | 24 de diciembre de 2011  | Sin partido                                                                               |         | Presidencia de Mebazaa (enero-diciembre de 2011) |

## Jefe de Gobierno de la República Tunecina (2011-presente)
| #  | Nombre | Nombre | Nombre          | Inicio de mandato        | Término de mandato      | Partido político                    | Período | Período                                        |
| -- | ------ | ------ | --------------- | ------------------------ | ----------------------- | ----------------------------------- | ------- | ---------------------------------------------- |
| 11 |        |        | Hamadi Jebali   | 24 de diciembre de 2011  | 14 de marzo de 2013     | Partido del Renacimiento            |         | Presidencia de Marzouki (2011 - 2014)          |
| 12 |        |        | Ali Laarayedh   | 14 de marzo de 2013      | 29 de enero de 2014     | Partido del Renacimiento            |         | Presidencia de Marzouki (2011 - 2014)          |
| 13 |        |        | Mehdi Jomaa     | 29 de enero de 2014      | 6 de febrero de 2015    | Sin partido (Coalición con Ennahda) |         | Presidencia de Béji Caïd Essebsi (2014 - 2019) |
| 14 |        |        | Habib Essid     | 6 de febrero de 2015     | 27 de agosto de 2016    |                                     |         | Presidencia de Béji Caïd Essebsi (2014 - 2019) |
| 15 |        |        | Youssef Chahed  | 27 de agosto de 2016     | 27 de febrero de 2020   | Nidaa Tounes                        |         | Presidencia de Béji Caïd Essebsi (2014 - 2019) |
| 16 |        |        | Elies Fajfaj    | 27 de febrero de 2020    | 2 de septiembre de 2020 | Ettakatol                           |         | Presidencia de Kaïs Saied (2019 - )            |
| 17 |        |        | Hichem Mechichi | 2 de septiembre de 2020  | 25 de julio de 2021     | Sin partido                         |         | Presidencia de Kaïs Saied (2019 - )            |
| 18 |        |        | Najla Bouden    | 29 de septiembre de 2021 | 2 de agosto de 2023     | Sin partido                         |         | Presidencia de Kaïs Saied (2019 - )            |
| 19 |        |        | Ahmed Hachani   | 2 de agosto de 2023      | 7 de agosto de 2024     | Sin partido                         |         | Presidencia de Kaïs Saied (2019 - )            |
| 20 |        |        | Kamel Madouri   | 7 de agosto de 2024      | 20 de marzo de 2025     | Sin partido                         |         | Presidencia de Kaïs Saied (2019 - )            |
| 21 |        |        | Sara Zaafarani  | 21 de marzo de 2025      | En el cargo             | Sin partido                         |         | Presidencia de Kaïs Saied (2019 - )            |